# Odette Filippone

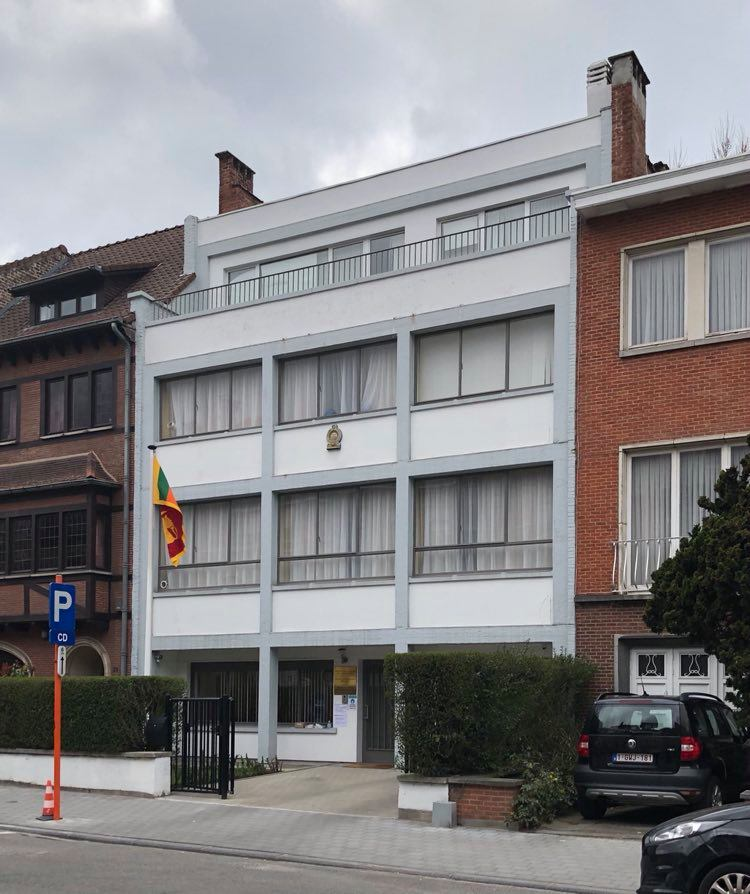
Maison Hamaide, rue Jules Lejeune. Il s'agit de l'unique réalisation d'Odette Filippone avant sa collaboration avec J-P. Blondel

Odette Filippone (Etterbeek, 11 août 1927 - Ixelles, 8 août 2002 ) est une architecte moderniste belge. Elle est à l'origine de nombreuses constructions à Bruxelles et en Belgique, innovant notamment dans le logement, les aménagements intérieurs et les aménagements urbains.

## Biographie
Odette Filippone naît à Etterbeek le 11 août 1927 dans une famille de commerçants spécialisés en luminaires. 
En 1950, elle est la neuvième femme architecte à être diplômée de l'Institut Supérieur d'Architecture La Cambre à Bruxelles. Avant cela elle a étudié la sculpture à l'Académie Royale des Beaux-Arts de Bruxelles. Dès 1946, elle suivra, à la Cambre, les cours d'architecture de Louis-Herman De Koninck puis Jean de Ligne.
Elle a épousé l'architecte Jean-Pierre Blondel qui, comme elle, avait étudié à La Cambre. De ce mariage est né leur fils, Pierre Blondel, qui a choisi le même métier que ses parents.

## Pratique de l'architecture
Odette Filippone a travaillé de manière autonome jusqu'en 1953, la seule construction qu'elle a réalisé seule, avant son association avec Jean-Pierre Blondel est la maison Hamaide à Ixelles. Cette dernière n'a été publiée que 13 ans après sa construction dans un numéro de la revue Femme d'Aujourd'hui dédié aux femmes architectes. 
En 1953, elle fonde avec son mari et Lucien Jacques Baucher le bureau « Baucher-Blondel-Filippone ». Elle a travaillé peu après la Seconde Guerre mondiale, lorsque la demande en nouveaux bâtiments explosait. Leurs réalisations sont principalement des logements, notamment des tours d'immeuble à Bruxelles, le bureau a également pris une place importante dans les réalisations de l'Expo 58. Leur oeuvre se caractérise également par un soin pour les aménagements intérieurs. 
Les 3 architectes se sont également penchés sur des problématiques à l'échelle urbaines, concevant plusieurs plans d'urbanisme, notamment pour un concours pour l'aménagement du campus de la Plaine - VUB/ULB en 1970. Ils sont également à l'origine de plusieurs équipements collectifs, principalement dans les années 1970.

## Œuvre(sélection)
- 1951 : Ixelles, 27 Jules Lejeunestraat. Maison de style moderniste, avec rez-de-chaussée et trois étages. En 2017, utilisé comme ambassade du Sri Lanka[4].
- 1951-1953 : Rhode-Saint-Genèse, Avenue Jonet 9 & 11. Villa Darras. Deux villas de style moderniste construites ensemble sur el même terrain. Ce sont les premières maisons conçues en binôme par le couple Blondel-Filippone. La maison numéro 9, achevée en 1953, est restée la maison de la famille d'architectes Bondel-Fillipone pendant cinquante ans, jusqu'en 2003.
- 1956 : Hoeilaart, Avenue Rozelaar 16. Villa (en collaboration avec L.-J. Baucher et J.-P. Blondel). Maintenant rénovée.
- 1957-1958 : Rhode-Saint-Genèse, Avenue de la Petite Jonction 15. Villa Blondel-Bricoult (en collaboration avec L.-J. Baucher et J.-P. Blondel). Maison de campagne moderniste, située sur un terrain en pente. Depuis 2003, agrandie à plusieurs reprises par d'autres architectes.
- 1957-1959 : Linkebeek, Drève des Bruyères 44. Villa Decourrière (en collaboration avec L.-J. Baucher et J.-P. Blondel). Villa de style moderniste construite sur un terrain en pente.
- 1962-1965 : Bruxelles, Avenue Louise 477-485. Résidence Vincennes. Immeuble moderniste avec appartements et bureaux. Espaces commerciaux au rez-de-chaussée. Douze étages. Largeur de la façade: 40 mètres (en collaboration avec L.-J. Baucher et J.-P. Blondel).
- 1963-1966 : Hoeilaart, Rue Charles Melotte 22. Maison individuelle (en collaboration avec L.-J. Baucher et J.-P. Blondel), maintenant rénovée et modifiée.
- 1964-1967 : Rhode-Saint-Genèse, Avenue de la Petite Jonction 17. Villa Claude Blondel (dernière œuvre du collectif Baucher-Blondel-Filippone en trois parties). Petite villa de style moderniste, construite sur un terrain en pente.
- 1965 : Linkebeek, commandant Romain Marissaldreef 22. Villa moderniste (en collaboration avec J.-P. Blondel).
- 1966-1971 : Rhode-Saint-Genèse, Avenue Champel 27. Villa Colinet, construite sur un terrain en pente.
- 1968 : Uccle, Rue Langeveld 49. Immeuble « Les Terrasses » (en collaboration avec J.-P. Blondel).
- 1968-1973 : Louvain-la-Neuve . Création de plusieurs maisons pour la construction de la nouvelle ville "Louvain-la-Neuve" (en collaboration avec l'architecte J.-P. Blondel, Robert Courtois et Jean Wynen au sein du Groupe U.A.).
- 1977-1978 : Rhode-Saint-Genèse, Avenue Louise 17. Villa Bosmans: en collaboration avec J.-P. Blondel. Un étage supplémentaire a été ajouté à cette maison.
- 1984 : Uccle, Avenue des Églantiers 14c. Villa (en collaboration avec L.-J. Baucher et J.-P. Blondel).
- 1985 : Uccle, Avenue de l'Observatoire 35. Immeuble d'appartements en collaboration avec J.-P. Blondel.
- Inventaire du patrimoine architectural en Fkandres.

- Base de données en ligne ODIS des structures intermediaire au 19e et au 20e siècle.
- (fr) PSS-Archi.eu : Architecture, Urbanisme, Aménagement du territoire.
- (fr) Collectif Antoinette Fouque, Mireille Calle-Gruber, Béatrice Didier : Le Dictionnaire universel des créatrices.